# Leonor de los Ángeles y del Peso
Leonor de los Ángeles y del Peso (Madrid, 1608-Lima, 1626) va ser una institutriu i religiosa dominica espanyola.
Nascuda a Madrid el 1608, on també es casà. Una vegada va quedar vídua, va tenir notícia d'ella el marquès de Guadalcázar i virrei del Perú, Diego Fernández de Córdoba, que la va contractar com a institutriu de les seves filles Mariana Francisca i Brianda, una feina que la va obligar a traslladar-se a Lima l'any 1622.
Dos anys més tard es va fer monja i entrà al convent de dominiques de Santa Catalina de Sena de Lima, que va ser fundat el mateix any i apadrinat, precisament, per les filles del marquès. Va prendre l'hàbit de l'orde el 13 de febrer de 1624, tres dies més tard que les fundadores, esdevenint una de les 33 primeres religioses del convent. Finalment, professà el 20 d'abril de 1625 i destacà per la seva obediència observant al llarg de les seva vida totes les obligacions i la regla monàstica. Va morir la Pasqua de Resurrecció de 1626.